# Pancayatana
Sono detti Pancayatana, o Cinque Culti, i culti principali dell'induismo rappresentati da altrettante vie di perfezionamento interiore, talora raffigurate nell'insieme da un simbolismo aniconico (pietre anziché immagini antropomorfiche).
Le cinque vie sono:
- La Via Shaiva, dei seguaci di Shiva
- La Via Ganapatya, dei seguaci di Ganapati o Ganesha
- La Via Saura, dei seguaci di Sūrya, il nume solare
- La Via Vaishnava, dei seguaci di Visnù
- Shakta, dei seguaci della Shakti, sotto forma di Durgā, Kālī, Parvati ecc.

Non esiste un culto ed una via di Brahmā, al quale difatti non sono mai dedicati templi, ma solo immagini.